# 10 Stories
『10 Stories』（テン・ストーリーズ）は、日本のミュージシャン・甲斐よしひろの3枚目のカバー・アルバム。2007年2月7日に日本クラウンより発売された。

## 音楽性
2003年にリリースされた『翼あるもの2』以来、約4年ぶりとなるカバー・アルバム。1990〜2000年代に発表されたJ-POP楽曲のカバーを全10曲収録している。本作について、甲斐よしひろは「ストリートに生きてる人たちの“10の物語”を綴った内容になっている。あくまでもオリジナルの雰囲気を壊さず、でもアレンジで裏切っていくというスタイルをとりながらも、聴きやすい大人のサウンドに仕上げたつもりだ。充実したアルバムになったと思う」とコメントしている。

## リリース・プロモーション
通常盤のみの1形態で発売。本作より、レコード会社を日本クラウンに移籍している。
本作のアートディレクターは稗田倫広（ロックンロール食堂）が担当。
2007年4月7日から5月18日まで、7会場11公演に渡るライブツアー『20 STORIES KAI YOSHIHIRO TOUR 2007 SPRING』を開催。本ツアーの模様は、同年発売された映像作品『TWENTY STORIES KAI YOSHIHIRO TOUR 2007』および2010年に発売された映像作品『KAI DVD-BOX III 36年目 The Premium 35years Past』に収録されている。
また、2007年10月6日から11月18日まで、9会場9公演に渡るライブツアー『20 STORIES KAI YOSHIHIRO TOUR 2007 AUTUMN』を開催。

## 収録曲
- 全編曲・プロデュース：西村智彦・甲斐よしひろ（#7, #8除く）

1. 今宵の月のように [4:14]
  - 作詞・作曲：宮本浩次

エレファントカシマシの楽曲のカバー。
ベスト・アルバム『FLASH BACK 〜KAI THE BEST 35th〜』にも収録された。
2. 歌舞伎町の女王 [2:53]
  - 作詞・作曲：椎名林檎 / 管編曲：中村哲

椎名林檎の楽曲のカバー。
3. くるみ [5:17]
  - 作詞・作曲：桜井和寿

Mr.Childrenの楽曲のカバー。
Mr.Childrenの桜井和寿がコーラスで参加している。
ベスト・アルバム『FLASH BACK 〜KAI THE BEST 35th〜』にも収録された。
4. ハナミズキ [5:51]
  - 作詞：一青窈 / 作曲：マシコタツロウ

一青窈の楽曲のカバー。
日本テレビ系バラエティ番組『ミラクル☆シェイプ』エンディングテーマ。
甲斐バンドの松藤英男がコーラスで参加している。
5. 夜空ノムコウ [4:47]
  - 作詞：スガシカオ / 作曲：川村結花

SMAPの楽曲のカバー。
6. 接吻kiss [4:03]
  - 作詞・作曲：田島貴男 / 管編曲：中村哲

ORIGINAL LOVEの楽曲のカバー。
7. 恋しくて [5:19]
  - 作詞・作曲：BEGIN / 編曲・プロデュース：中村哲・西村智彦・甲斐よしひろ

BEGINの楽曲のカバー。
8. 色彩のブルース [5:35]
  - 作詞：中納良恵 / 作曲：森雅樹・中納良恵 / 編曲・プロデュース：中村哲・西村智彦・甲斐よしひろ

EGO-WRAPPIN'の楽曲のカバー。
9. すばらしい日々 [4:05]
  - 作詞・作曲：奥田民生

ユニコーンの楽曲のカバー。
松藤英男がコーラスで参加している。
10. Swallowtail Butterfly 〜あいのうた〜 [5:20]
  - 作詞：岩井俊二・Chara・小林武史 / 作曲：小林武史

YEN TOWN BANDの楽曲のカバー。

## 参加ミュージシャン
- 西村智彦：guitars (#1 - #10), keyboards (#1 - #6, #9, #10), programing (#1 - #10), background vocals (#1)
- 西川進：electric guitar (#2)
- 甲斐よしひろ：vocals (#1 - #10)
- スティング宮本：bass (#1), fretless bass (#10), additional bass (#4), background vocals (#1)
- 坂井紀雄：bass (#2, #4, #6, #9), additional bass (#3), background vocals (#9)
- 高水健司：bass (#5)
- 佐藤強一：drums (#1, #2, #4, #6, #9), additional drums (#3), hi hat (#5)
- 中村哲：electric piano (#1, #5, #6), organ (#2), acoustic piano (#4), keyboards (#7, #8), melodion (#8), tenor sax (#2), alto sax (#2), sopranino sax (#4), soprano sax (#8), horns (#6)
- 友成好宏：acoustic piano (#6)
- 小川文明：organ (#9), acoustic piano (#9)
- クラッシャー木村：violin (#10)
- 佐久間勲：horns (#6)
- 清岡太郎：horns (#6)
- 大儀見元：percussion (#6)
- 桜井和寿：background vocals (#3)
- 松藤英男：background vocals (#4, #9)
- 渕上祥人：background vocals (#5)
- 佐々木久美：background vocals (#6)
- 広谷順子：background vocals (#6)
- 遊麻沙亜万：background vocals (#10)